# 藥害愛滋事件
藥害愛滋事件（日文：／），是日本1980—1990年代的醫學事件，由於血液製品受到HIV污染，使一到兩千名血友病患者受到感染。
在全球範圍內發生了由非加熱製劑引起的HIV感染，其中在日本，約有1800人（約佔所有血友病患者的40％）感染了HIV，并有约600人因此死亡。

## 背景
獲得性免疫缺陷綜合症（AIDS）是由人類免疫缺陷病毒（HIV）引起的傳染病。艾滋病無法治愈。1981年在洛杉磯首次認識到艾滋病樣疾病的出現。

## 起因
血液經過熱處理可殺死HIV病毒。1983年，美國食品藥物管理局批准百特国际的此項產品。百特國際向日本厚生勞動省申請在日本銷售此新產品。但日本主要血液產品供應商綠十字公司抗議這將造成不公平競爭，因為它還沒有這項熱處理技術。

## 外部連結
- AIDS SCANDAL - 可以找到关于药害艾滋事件的资料。
- （いわゆる“郡司ファイル”で有名な郡司篤晃元厚生省生物製剤課長によるシンポジウムがある）
- 薬害エイズ 厚相が患者に謝罪（1996年） （页面存档备份，存于） - NHK存档（日语：NHKアーカイブス）